# Kalvarija
Kalvarija är en ort i Litauen.   Den ligger i kommunen Kalvarijos savivaldybė och länet Marijampolė län, i den södra delen av landet, 140 km väster om huvudstaden Vilnius. Kalvarija ligger 127 meter över havet och antalet invånare är 4 875.
Terrängen runt Kalvarija är platt. Runt Kalvarija är det ganska glesbefolkat, med 43 invånare per kvadratkilometer. Närmaste större samhälle är Marijampolė, 18,5 km norr om Kalvarija. Trakten runt Kalvarija består till största delen av jordbruksmark.